# Honduras nos Jogos Olímpicos de Inverno de 1992
Honduras competiu nos Jogos Olímpicos de Inverno pela primeira vez nos Jogos Olímpicos de Inverno de 1992 em Albertville, França.
A atleta Jenny Palacios, do Esqui cross-country, foi a única do país em Albertville, competindo em 3 eventos: o 15 km clássico, o 5 km clássico e o  10 km perseguição combinada. Palacios ficou em último (50ª, 62ª e 58ª, respectivamente, todas por grandes margens) entre as competidores que terminaram os três eventos; todavia, como ela concluiu as três provas, Jenny ficou à frente de esquiadoras que não o fizeram, evitando ficar na última colocação geral. “É a primeira vez que uma esquiadora de Honduras participa das Olimpíadas", disse Palacios depois. "Eu terminei a corrida enquanto há garotas com mais experiência que eu que não cruzaram a linha de chegada.” [ligação inativa]